# Castello di Carlingford
Il castello di Carlingford (noto anche come castello di re Giovanni) è sito nel villaggio di Carlingford nel Leinster, in Irlanda. La struttura, risalente alla fine del XII secolo, è in rovina, ma se ne è conservata comunque buona parte.

## Storia
Il feudatario anglo-irlandese Hugh de Lacy, signore di Meath, entrato in possesso dell'importante porto di Carlingford alla fine del XII secolo, volle consolidare la sua autorità costruendovi un castello. Egli tuttavia presto entrò in contrasto con re Giovanni d'Inghilterra, il quale infine requisì i suoi possedimenti, tra cui anche il castello di Carlingford, da allora noto anche come castello di re Giovanni, poiché il sovrano vi risiedette brevemente nel 1210.
Il castello, periodicamente attaccato dagli abitanti gaelici dell'interno, fu anche preso dagli scozzesi nel 1388, quando una spedizione guidata da William Douglas, signore di Nithsdale mise a ferro e fuoco Carlingford per vendicarsi delle razzie che i suoi abitanti facevano in Scozia. Ricostruito, il castello andò progressivamente in rovina durante il XVI secolo per i suoi troppo alti costi di mantenimento, e nel XVII secolo subì ingenti danni durante la conquista cromwelliana dell'Irlanda e infine durante la guerra guglielmita, eventi che lo lasciarono definitivamente diroccato.
Da allora il castello è inutilizzato e, nonostante Carlingford sia una popolare meta turistica, la costruzione è chiusa al pubblico in quanto pericolante. Rappresenta comunque un notevole punto d'interesse all'interno della cittadina e una delle sue principali attrazioni.